# Gobernación de Quneitra
Quneitra (en árabe: محافظة القنيطرة) es una de las catorce gobernaciones que conforman la organización político-administrativa de Siria. Se sitúa en el extremo oriental de los Altos del Golán y su ciudad capital es la ciudad de Quneitra.

## Geografía
La gobernación de Quneitra está situada en el sur de Siria, en la frontera con el Líbano e Israel, con fronteras interiores con las gobernaciones de Dar`a y Rif Dimashq. Su superficie varía, según distintas fuentes, de 685 km² a 1.710 km².
Gran parte de la provincia fue ocupada por Israel en la Guerra de los Seis Días en 1967 y en guerra de Yom Kipur durante 1973 (llamada la Guerra del Ramadán en los países árabes). La parcela de territorio ocupada por Israel en 1974 recibe el nombre de Altos del Golán.

## Población
La provincia tiene una población de 69.000 personas (cifras del censo del año 2005). La capital es la ciudad de Quneitra, actualmente despoblada. La densidad poblacional de esta provincia siria es de 40,35 habitantes por cada kilómetro cuadrado de la gobernación.